# 14850 Nagashimacho
14850 Nagashimacho eller 1989 QH är en asteroid i huvudbältet som upptäcktes den 29 augusti 1989 av de båda japanska astronomerna Kazuro Watanabe och Kin Endate vid Kitami-observatoriet. Den är uppkallad efter den japanska kommunen Nagashima-cho.
Asteroiden har en diameter på ungefär 3 kilometer.